# Argeliers León
Argeliers León Pérez (La Habana, 7 de mayo de 1918-ibídem, 23 de febrero de 1991) fue un musicólogo, compositor, etnólogo y pedagogo cubano. Ostentaba el título de doctor en ciencias del arte.

## Biografía
Argeliers León inició sus estudios en música en el Conservatorio Municipal de La Habana, Pedagogía en la Universidad de La Habana y estudios de especialización en los cursos de verano de la Universidad de La Habana y de la Universidad de Concepción, en Chile. Estudió composición en Cuba con José Ardévol y en París con Nadia Boulanger; la etnología y el folclore con Don Fernando Ortiz Fernández y María Muñoz de Quevedo.
Se casó con la también musicóloga cubana María Teresa Linares, junto con quien realizó investigaciones de campo de la música y de la etnografía cubana.
Impartió clases en el Conservatorio Municipal de La Habana sobre materias teóricas y musicológicas. En la Universidad de La Habana participó como profesor en los Cursos de Verano y creó la cátedra de Arte africano y Culturas negras en Cuba. Participó en la fundación del Instituto Superior de Arte, donde creó el departamento de Musicología. Alcanzó las categorías de Profesor Titular, Investigador Titular, Profesor de Mérito.
Como compositor creó un amplio catálogo de obras y alcanzó cuatro premios a obras sinfónicas, corales y de cámara. Fue fundador y director del Departamento de Folclore del Teatro Nacional de Cuba, donde presentó espectáculos de los distintos grupos étnicos asentados en Cuba, luego fundó el Instituto de Etnología y Folclore de la Academia de Ciencias de Cuba, después pasó al Departamento de Música de la Casa de las Américas, desde donde realizó ediciones de música, continuó la edición del Boletín Música, instauró el Premio Internacional de Musicología; organizó además Festivales de música Latinoamericana. Fue Especialista de la Unesco durante varios años y asistió a eventos sobre las culturas africanas en La Habana, Argel, Lagos, San Luis de Marañao. Al crearse el Instituto Superior de Arte, organizó la Carrera de Musicología, en la cual se han graduado más de ciento treinta musicólogos.

## Obra
Escribió gran cantidad de ensayos y libros sobre pedagogía, musicología, arte africano y la presencia de las culturas formadoras de la nación cubana entre los que se destacan: Didáctica Musical; Pedagogía Musical; Psicología de la Enseñanza de la música; El paso de elementos por el folclore de Cuba; Lecciones del Curso de Folclore; Del canto y el tiempo; Introducción al Arte Africano; y Tras las huellas de las civilizaciones negras en América Latina. Sus últimos trabajos, abordados desde la semiótica, llegan al análisis de los orígenes de la cultura como son: Para leer las firmas abakua, De paleros y firmas se trata y Por los caminos de la Musicología.
Falleció en La Habana el 23 de febrero de 1991. 